# I-5
I-5 (Interstate 5) — межштатная автомагистраль в Соединённых Штатах Америки. Общая протяжённость магистрали — 1381,29 мили (2222,97 км). Проходит по территории трёх штатов.
| Штат  | миль    | км      |
| ----- | ------- | ------- |
| CA    | 796,53  | 1281,89 |
| OR    | 308,14  | 495,9   |
| WA    | 276,62  | 445,18  |
| Всего | 1381,29 | 2222,97 |

Interstate 5 проходит вдоль западного побережья США. Южный конец магистрали располагается в городе Сан-Диего, на границе США с Мексикой, северный — в Вашингтоне, на границе с Канадой в парке «Арка мира». Магистраль соединяет несколько крупных городов запада Америки — Сан-Диего, Санта-Ана, Анахайм, Фуллертон, Лос-Анджелес, Сакраменто, Портленд и Сиэтл. I-580 и I-505 соединяют I-5 с Сан-Франциско. Большая часть магистрали была построена в 1960-х и 1970-х годах.

## Основные развязки
- I-805, Сан-Диего, Калифорния
- SR 15, Сан-Диего, Калифорния
- I-8, Сан-Диего, Калифорния
- I-405, Ирвайн, Калифорния
- I-605, Санта-Фе-Спрингс, Калифорния
- I-710, Лос-Анджелес, Калифорния
- I-10 / US 101, Лос-Анджелес, Калифорния
- I-110, Лос-Анджелес, Калифорния
- I-405, Сан-Фернандо, Калифорния
- I-210, Сан-Фернандо, Калифорния
- I-580, Трэйси, Калифорния
- I-205, Трэйси, Калифорния
- US 50, Сакраменто, Калифорния
- I-80, Сакраменто, Калифорния
- I-505, Данниган, Калифорния
- US 97, Уид, Калифорния
- I-105 / OR 126, Юджин, Орегон
- US 20, Олбани, Орегон
- I-205, Туалатин, Орегон
- I-405, Портленд, Орегон
- I-84 / US 30, Портленд, Орегон
- I-205, Салмон-Крик, Вашингтон
- I-705, Такома, Вашингтон
- I-405, Таквила, Вашингтон
- I-90, Сиэтл, Вашингтон
- I-405, Линвуд, Вашингтон